# Torneo Nacional de Clubes 2010 (Chile)
El Torneo Nacional de Clubes de 2010 fue la primera edición del torneo de rugby que agrupó a los equipos de diferentes regiones de Chile.

## Formato
El torneo de desarrollo en formato de eliminación directa enfrentando a los clubes de la Liga de Rugby de Chile y del Campeonato Central.

## Desarrollo

### Primera fase
| 23 de octubre de 2010 | COBS | 59 - 15 | Old Reds |  |  |

### Semifinales
| 30 de octubre de 2010 | Los Troncos | 33 - 36 | COBS |  |  |

| 30 de octubre de 2010 | Stade Français | 52 - 29 | Old Macks |  |  |

#### Final
| 6 de noviembre de 2010 | Stade Français | 30 - 12 | COBS |  |  |

| Bandera de Chile       |
| Campeón Stade Français |
| Primer título          |